# No vull néixer
 No vull néixer  (títol original: I Don't Want to Be Born) és una pel·lícula de terror britànica dirigida per Peter Sasdy estrenada el 1975. Ha estat doblada al català.

## Argument
Víctima d'una maledicció, una dona dona a llum un nadó enorme que ataca la gent i emet horrorosos udols. Un capellà intentarà ajudar la dona a través d'un exorcisme.

## Repartiment
- Joan Collins: Lucy Carlesi
- Ralph Bates: Gino Carlesi
- Eileen Atkins: Sister Albana
- Donald Pleasence: Doctor Finch
- Hilary Mason: Mrs. Hyde
- Caroline Munro: Mandy Gregory
- John Steiner: Tommy Morris
- George Claydon: Hercules
- Janet Key: Jill Fletcher
- Derek Benfield: Un inspector de policia
- Stanley Lebor: Un sergent de policia
- Judy Buxton: Sheila
- Andrew Secombe: El repartidor
- Floella Benjamin: Una infermera